# Sungai Sialang
Sungai Sialang is een bestuurslaag in het regentschap Rokan Hilir van de provincie Riau, Indonesië. Sungai Sialang telt 1221 inwoners (volkstelling 2010).